# Poring
Poring i bagning hentyder til luftlommerne i det færdige bagværk. Det kan både være brød og søde sager lavet med gær.
En pore (græsk: πóρος, =”gang”, ”passage”) er en fin kanal, et hulrum eller en passage i et materiale, ofte fyldt af væske eller luft. Et materiale med mange porer siges at være porøst. Derfor er f.eks. en tebolle med mange mellemrum mellem de faste partikler en porøs tebolle.

## I Danmark
I dansk bagning er der faste traditioner for, hvor porøse individuelle brød og søde sager skal være. F.eks. må teboller og andre søde sager godt være meget porøse. Det sker ved, at de inden bagning kommes i et såkaldt raskeskab, som optimerer gærens formering gennem viden om dens livsbetingelser (90-95 % luftfugtighed og 35-38 °C). Som resultat får det færdigbagte bagværk store luftlommer, så det udadtil ser større og mere indbydende ud, til trods for at vægten i gram ikke har ændret sig.
Derimod har porøse brød ikke fundet stor popularitet i Danmark, da de er upraktiske i forhold til vores spisevaner. Smørrebrød er en meget dansk ting, og vi ser gerne, at brødet kan smøres med f.eks. margarine, pålæg som italiensk salat eller leverpostej, som ville falde igennem eller sætte sig i de store luftlommer. I andre lande hvor brød i højere grad spises særskilt under måltider, passer den porøse struktur bedre til deres spisevaner, hvor brødet ikke skal fylde så meget (som f.eks. rugbrød gør).

## Dannelse af poring
Som nævnt før dannes poring af gæren. Det sker, når gærcellerne formerer sig, og som affaldsstof danner kuldioxid, hvilket fanges i dejen og giver poringen.
For at holde gærcellerne i live, skal de have blandt andet vand og kulhydrater, som allerede findes i dejen. Derudover skal der tilføres ny luft, hvilket ofte gøres ved, at en hævet dej bankes flad og formes igen. Det øgede antel gærceller (som resultat af at dejen fik lov til at stå hen) vil hæve dejen hurtigere og kraftigere, end hvad de gjorde på samme tid, inden den nye luft blev tilført.
Der vil også være en større poring i en kold dej, da den er mindre fleksibel. I tilfælde af "koldhævning" (dvs. en dej som har hævet i et køleskab) vil en umiddelbar afbagning resultere i en blanding af meget små luftlommer og enkelte meget store gange af luft, frem for en jævn fordeling af lige stor (eller små) luftlommer.
Salt (typisk afregnet som 1-1½ % af melmængden) hæmmer gæren, og en større eller tidlig tilsættelse af salt under dejens æltning resulterer i en meget fin poring med små luftlommer i en jævn fordeling. Ved fremstilling af f.eks. italienske brød med stor poring og sprød skorpe tilsættes salt i de sidste 2 minutters (ud af ca. 15 minutter) æltning for at tillade gæren så frit spil som muligt. Selve formålet med at tilføje salt er ellers kun for smagens skyld.
Fedtstof (typisk afregnet som 3-7 % af melmængden) vil som salt også hæmme gæren og resultere i meget små porer, hvis det ikke direkte forhindrer gæren i at danne porerne til at starte med. Derfor skal fedtstof (deriblandt æg, margarine og vegetabilsk olie) tilsættes som det sidste ved æltning af dejen, for at gærceller ikke fanges i et hæmmende lag af fedt. Det positive ved brug af fedtstof er dog, at det smører glutenstrengene, så dejen er mere elastisk, og det færdige bagværk bliver mindre sejt (dvs. mindre svært at skære over og tygge), samt giver en længere holdbarhed da bagværket ikke er tørt.

## Fodnoter
1. ↑  Jørgensen 1997 s. 12
2. ↑  Jørgensen 1997 s. 13
3. ↑  Jørgensen 1997 s. 14